# Ribā
Ribā (arabisch ربا, DMG Ribā) bezeichnet auf Zinsen beruhende Finanzkontrakte, die nach der islamischen Lehre verboten sind. Das islamische Recht, die Schari'a, verbietet die Erhebung und Auszahlung von Zinsen. Muslimen ist es laut Koran und Sunnah weder erlaubt, Zinsen zu verlangen, noch zu zahlen. Demnach kann ein Muslim keine verzinsten Kredite oder Hypotheken in Anspruch nehmen oder gewähren.

## Definition
Das Islamische Finanzwesen und das Islamische Bankwesen müssen mit der Shari’a im Einklang stehen. Eines der grundlegenden Elemente des islamischen Wirtschaftsrechts ist ein ausdrückliches Zinsverbot. Dies betrifft jegliche Form des ethisch ungerechtfertigten Zuwachses an Kapital durch einen von der Performance unabhängig und im Voraus festgelegten Preis für die Überlassung von finanziellen Mitteln (Zins).
Dies wird im Koran, Sure 2, Vers 275 deutlich:

„Diejenigen, die Zins nehmen (w. verzehren), werden (dereinst) nicht anders dastehen als wie einer, der vom Satan erfaßt und geschlagen ist (so daß er sich nicht mehr aufrecht halten kann). Dies (wird ihre Strafe) dafür (sein), daß sie sagen: ‚Kaufgeschäft und Zinsleihe sind ein und dasselbe.‘ Aber Gott hat (nun einmal) das Kaufgeschäft erlaubt und die Zinsleihe verboten.“

Die Verteilung von Gewinnanteilen ist von diesem Verbot nicht betroffen.

## Hintergrund des Zinsverbotes
Islamische Juristen bzw. islamische Gelehrte unterscheiden zwischen zwei Arten des Riba:
- Eine Kapitalerhöhung ohne Gegenleistung (verboten durch den Koran)
- Einen ungleichen Austausch von Gütern und Waren (verboten durch die Sunna)

Riba war sowohl in der „Medinischen“ Gesellschaft des Propheten des Islams verboten als auch in der mittelalterlich-christlichen Welt. Historisch gesehen verbot man jegliche Darlehen, die auf eine Erhöhung der Rückzahlung abzielten.
Riba zählt namentlich zu den 7 Hauptsünden des Korans (arabisch السبع الموبقات, DMG as-sabʿ al-mūbiqāt):
- Schirk (Glaube an andere Götter außer Allah)
- Mord, Selbstmord
- Riba
- ungesetzliche Aneignung des Geldes von Waisenkindern
- Flucht in der Schlacht
- Anklage keuscher, frommer Frauen
- Magie, Zauberei, Esoterik; Astrologie, Wahrsagerei

In der Sure 3, Vers 130 steht geschrieben:

„Ihr Gläubigen! Nehmt nicht Zins, (indem ihr) in mehrfachen Beträgen (wiedernehmt, was ihr ausgeliehen habt)! Und fürchtet Gott! Vielleicht wird es euch (dann) wohl ergehen.“

Auch der Prophet Mohammed sagt in seiner Abschiedsrede:

„Gott hat euch verboten Wucher zu betreiben. Deshalb soll fortan  auf alle Wuchergeschäfte verzichtet werden. Dein Vermögen, was du besitzt, ist Deins. Du wirst weder Ungerechtigkeit erzeugen noch erleiden, Gott hat bestimmt, dass es keinen Riba geben soll und auf jeglichen Wucher fortan verzichtet wird.“

Der Koran verbietet somit den Wucher explizit. Seitdem der Koran als unangefochtene Quelle der Führung gilt, stimmen alle dem Verbot des Wuchers zu.
Der Koran macht weiterhin deutlich, dass Wucher verboten ist, aber Handel erlaubt. Es steht weiter geschrieben, dass wer auch immer die Führung von Gott akzeptiert, sofort das Wuchern unterlassen muss und diejenigen, welche zum Wucher zurückkehren, gegen Gottes Lenkung mit dem Feuer spielen. Gott bekämpft den Wucher und belohnt diejenigen, die wohltätig sind.
Mohammed verdammt den Empfänger, den Zahler, den Vertragsschreiber und die Zeugen des Vertrages und sagt:

„Sie sind alle gleich (in ihrer Schuld).“

Die islamische Scharia versteht Riba als Instrument der Unterdrückung, um durch die Ausnutzung der Bedürfnisse anderer Geld zu erwirtschaften. Daher wird Riba durch das System verboten und Wohltätigkeit als Alternative gefördert. Mohammed sagt weiter:

„Gott hat entschieden, dass keine Riba erfolgen darf.“

In der Muslimischen Welt ist der Verzehr von Schweinefleisch und Alkohol untersagt. Jedoch ist die Ausübung von Riba viel schlimmer zu bewerten, schlimmer noch als Ehebruch und laut Mohammed sogar schlimmer als Ehebruch mit der eigenen Mutter.
Weitere Quellen des Verbotes im Koran:

„Gott läßt den Zins (des Wucherers) dahinschwinden, aber er verzinst die Almosen (mit himmlischem Lohn). Gott liebt keinen, der gänzlich ungläubig und ein Sünder ist.“

„Ihr Gläubigen! Fürchtet Gott! Und laßt künftig das Zinsnehmen bleiben, wenn (anders) ihr gläubig seid!“

„[…] und (weil sie) Zins nahmen, wo es ihnen doch verboten war, und die Leute in betrügerischer Weise um ihr Vermögen brachten. Für die Ungläubigen von ihnen haben wir (im Jenseits) eine schmerzhafte Strafe bereit.“

„Und was ihr an Zinsleihe gebt (zu dem Zweck), daß es im Vermögen der Leute (anwachse und euch) Zins einbringe, das bringt bei Gott keinen Zins ein. Wenn ihr aber in frommer Gesinnung (w. indem ihr nur das Antlitz Gottes wollt) Almosen gebt – (die so handeln) das sind die, die (ihr Guthaben tatsächlich) verdoppeln (oder: vervielfachen).“

## Interpretation und Kontroverse des Zinsverbots
Der Ursprung eines Teils der Kontroverse zwischen den Ansichten der Modernisten und Konservativen in Bezug auf Riba stammt aus dem frühen Islam und dreht sich um die Frage, welche Art von Riba der Koran wirklich verboten hat. Die Bezeichnung Modernisten bedeutet hier „muslimische Gelehrte der Gegenwart“ wie Fazlur Rahman, Muhammad Asad, Saʿid al-Najjar, Sayyid Tantawi und andere. Sie vertreten die Meinung, ein Riba-Verbot würde die Armen mehr ausbeuten als der Zins selbst.
Es gibt zwei Arten von Riba
- ربا النسيئة / ribā n-nasīʾa betrifft Zinsen auf das Verleihen und Leihen
- ربا الفضل / ribā l-faḍl betrifft Zinsen auf den Kauf und Verkauf

Einer Ansicht nach wurde Riba in der Frühzeit des Islam als Anleihe von Geld und Nahrungsmitteln verstanden. Alles darüber hinaus entwickelte sich erst später.
Eine andere maßgebliche Meinung besagt, dass ribā l-faḍl aus dem Hadith kommt, aber kein Versuch Riba auf der Grundlage des Hadith zu definieren, erfolgreich war. Ein neuerer Beitrag behauptet, dass Riba sowohl bei Verkauf als auch Verleih schon vor dem Islam existiert hat, was der Koran auch eindeutig darstellt. Darüber hinaus sind Hadith und die juristischen Formulierungen Ausarbeitungen und Erweiterungen des grundlegenden koranischen Konzepts. Es wird auch argumentiert, dass ribā l-faḍl nur eine Weiterentwicklung von ribā n-nasīʾa ist, da auch Geld in Waren verwandelt werden kann.
Die Kontroverse in ihrer heutigen Form konzentriert sich auf:
- die Definition des Riba selbst,
- ob Riba lediglich die Gewinne durch verzinsliches Darlehen mit Ausbeutung der wirtschaftlich Schwachen durch die Starken und Einfallsreichen betrifft oder sich aber durch alle Arten von Darlehen unabhängig von der Anwendung zieht,
- ob das Verbot die Form der Ribaverbots ist, welche in der vor-islamischen Zeit praktiziert wurde,
- ob es Wucher, jedoch nicht Zinsen oder aber die Erhebung von Zinsen grundsätzlich verbietet,
- ob es sich auf Darlehen für den Verbrauch oder Investitionen in eine Unternehmung bezieht,
- ob es nominale oder echte Zinsen untersagt,
- ob das Verbot für Zinseszinsen oder auch für einfache Zinsen gilt,
- und ob das Verbot sich auf die Kreditnehmer als Einzelperson oder Institution bezieht.

Laut den Modernisten sind zusätzliche Gebühren im Sinne von Zinsen zugelassen, abhängig von ihrer Verwendung:
1. für andere Zwecke als die Ausnutzung der schwachen Menschen der Gemeinde durch die Starken
2. für Darlehen, die denen der vorislamischen Zeit ähnlich sind
3. für die gegenwärtige Form von zinsbasierten Bankgeschäften, aber nicht für Wucherzinsen
4. für Investitionen der Wirtschaft, aber nicht für Konsumanleihen
5. für den Verlust des Gläubigers auf Grund der Inflation
6. für einfache, aber nicht Zinseszinsen
7. für institutionelle Kredite

Im Gegensatz zu diesem eher pragmatischen Standpunkt verbietet die konservative Sicht jede Form von festen und vorherbestimmten Zinsen. Sie betrachten die Abgabe eines festen Betrags, der über die Höhe des Darlehens hinausgeht, als vom Koran verboten. In diesem Sinne sind Zinsen, ob maßlos oder angemessen, zusätzlich zum geliehenen Kapital eine Form des Riba und entsprechen damit nicht dem Koran. Demnach ist Riba definiert als jede vorgegebene feste Rendite für die Nutzung von Geld.
Drei Hauptgründe für die strenge Verurteilung von Riba im Islam werden genannt:
1. Riba verstärkt die Tendenz nach Reichtum, der sich in den Händen einiger weniger Personen sammelt und verringert auf diese Weise das Sorgen um die Mitmenschen
2. Der Islam erlaubt keinen Gewinn aus finanzieller Aktivität, wenn der Begünstigte (Kreditnehmer) dem Risiko eines möglichen Verlusts unterliegt. Die gesetzliche Garantie von zumindest dem Nominalzins würde als garantierter Gewinn betrachtet werden.
3. Der Islam betrachtet die Anhäufung von Reichtum durch Zinsen oder „Wucherzinsen“ als selbstsüchtig im Vergleich zum Erreichen von Gewinn durch harte Arbeit und die persönliche Tätigkeit.[6]

## Zinsverbot wegen Ausbeutung und Ungerechtigkeit
Modernisten neigen dazu, den moralischen Aspekt des Verbots der Riba zu betonen und argumentieren, dass als Gründe für dieses Verbot Ungerechtigkeit und Not im Koran formuliert wurden. Sie finden auch eine gewisse Unterstützung für ihre Ansichten in den Werken einiger frühen Gelehrten wie Imam Razi und Ibn Qayyim al-Dschauziya, nach deren Meinung alles verboten ist, was die Armen ausbeutet. Viele Schriftsteller dieser Richtung versuchen zwischen verschiedenen Formen von Zinsen, welche im konventionellen Bankensystems verwendet werden, zu unterscheiden, bei einigen deren Rechtmäßigkeit zu verteidigen und gleichzeitig andere abzulehnen.
Im Gegensatz zu dieser Ansicht könnte man argumentieren, dass die Gründe für das Verbot von Riba im Koran die Schaffung eines ökonomischen Systems ist, in dem alle Formen von Ungerechtigkeit und Ausbeutung beseitigt werden, insbesondere das der Geldgeber einen Gewinn ohne Gedanken oder Teilhabe am Risiko garantiert bekommt, während die Unternehmer trotz ihres hohen Engagements und ihrer harten Arbeit keinen garantierten Gewinn erhalten. Das Verbot von Riba ist daher ein Weg, um Gerechtigkeit zwischen den Kreditgebern und -nehmern zu schaffen.

## Vorislamischer Riba
Es wurde von einigen Modernisten behauptet, im Koran sei jene Form des Riba verboten, welche sich auf die damals herrschende Praxis der Kreditvergabe in der vorislamischen Zeit bezieht. Das Erheben von Riba wurde in vorislamischen Zeiten und arabischen Gebieten als sonderbar angesehen. Der Schuldner hatte einen festen Betrag oberhalb der Kreditsumme zu bezahlen für die Verwendung des geliehenen Geldes über einen bestimmten Zeitraum. Dieser zusätzliche Betrag, der sogar größer als die doppelte Kreditsumme sein konnte, wurde durch eine Verfügung des Korans verboten. Nach dieser Auffassung ist die erste Erhöhung in einem Darlehen rechtmäßig, aber wenn  bei Fälligkeit eine zeitliche Verschiebung der Fälligkeit beschlossen wird, ist die Verschiebung gegen eine weitere Erhöhung verboten.

## Zinsen und Wucher
Eine weitere Kontroverse bezieht sich auf die Verfügungen des Korans gegenüber Riba, ob nun „Zinsen“ oder „Wucher“ gemeint sind. Andere interpretieren, dass die Riba, welche verboten sind und bei denen es eine übereinstimmende Meinung gibt, die Zinsen sind, die gleich oder höher dem Kreditbetrag sind, allerdings nicht Zinswucher.

## Belege
1. ↑   Iqbal, Zamir: Islamic Financial Systems. In: Finance & Development. Nr. 6, 1997, S. 43 (PDF; 0,5 MB)
2. 1 2 3  Rudi Paret (Übers.): Der Koran. Kohlhammer, Stuttgart 1966 u.ö., ISBN 3-17-018328-1, S. 166.
3. ↑  Rudi Paret (Übers.): Der Koran. Kohlhammer, Stuttgart 1966 u.ö., ISBN 3-17-018328-1, S. 193.
4. ↑  Rudi Paret (Übers.): Der Koran. Kohlhammer, Stuttgart 1966 u.ö., ISBN 3-17-018328-1, S. 245 ff.
5. ↑  Rudi Paret (Übers.): Der Koran. Kohlhammer, Stuttgart 1966 u.ö., ISBN 3-17-018328-1, S. 720 ff.
6. 1 2 3 4   Abu Umar Faruq Ahmad, M. Kabir Hassan: Riba and Islamic Banking. In: Journal of Islamic Economics, Banking and Finance. Bd. 3, Nr. 1, Islami Bank Training and Research Academy; Bangladesh, 2007, S. 1–33 (online; PDF; 212 kB).